# ميرزا كاظم بك
ألكساندر قاسموفيتش كاظم بك (بالروسية: Алекса́ндр Каси́мович Казембе́к أو Казем-Бек)(بالأذرية:  Aleksandr Kazımbəy أو Mirzə Kazım-bəy) (بالفارسية: میرزا كاظم بیگ) (22 يونيو 1802 - 27 نوفمبر 1870) مستشرق ومؤرخ إيراني أذربيجاني الأصل. ولد في رشت وأقام مدة في قازان بروسيا ودرّس اللغتين العربية والفارسية في جامعتها، ثم انتقل إلى بطرسبرغ فكان أول عميد لكلية الشرقية للغات فيها. كان من كبار الدارسين في الإسلاميات، متقناً للغات الأوروبية الرئيسية، أكسبته دراساته وتحقيقاته عن الحضارة العربية - الإسلامية شهرة واسعة في الغرب. من آثاره مفتاح كنوز القرآن في الكشف عن كلمات القرآن، طبع في بطرسبرغ سنة 1859.

يعد من الرواد الأوائل للأستشراق في روسيا. وقد شغل منصب عميد كلية اللغات الشرقية في جامعة سانت بطرسبرغ الحكومية وكان أحد العلماء الذين وضعوا أسس دراسة الشرق في روسيا على أساس علمي وجعلها في مصاف مدارس الاستشراق الأوروبية، وذاع صيته. علماً بأنه ينتمي إلى أصول أذربيجانية أو فارسية، وقد جمع بين اتقان الثقافتين الأوروبية والشرقية. وأجاد عدة لغات منها الفارسية والأذربيجانية والروسية والتتارية والتركية والفرنسية والعربية والإنجليزية بالإضافة إلى عدد من اللغات القديمة.

لقد استطاع أن يقوم بترجمة الأعمال التراثية وبكتابة البحوث ومعالجة المواضيع اللغوية ونظم الشعر وتحقيق المخطوطات ودراسة التشريع الإسلامي. وما زالت أعماله تـُعتمد لدى دراسة تاريخ الشعوب التركية وكذلك تاريخ إيران والتيارات الدينية فيها. عاش حياة صعبة مترعة بالمحن. فقد كان ابن فقيه وعالم إسلامي معروف لكنه اعتنق المسيحية في شبابه عام 1823 بتأثير مبشرين من اسكتلندا. وقد أدى موقفه هذا غير المألوف بالنسبة للمسلمين إلى القطيعة مع والديه وجذوره الإسلامية. وبالرغم من أنه لم يتلق التعليم الجامعي وكان يدرس اللغات الشرقية في قازان فقد انتخب في سن 26 عاما عضوا أساسيا في الجمعية الآسيوية الملكية في لندن. وبعد مرور عامين ألف كتابا حول قواعد اللغة العربية وآدابها وحصل على الماجستير في اللغات الشرقية. وفي الأعوام الأخيرة من حياته حصل على لقب عضو مراسل في أكاديمية العلوم الروسية كما حصل على دكتوراه شرفية في دراسة اللغات الشرقية.

## مؤلفاته
- مفتاح كنوز القرآن في الكشف عن كلمات القرآن